# Opaliny
Opaliny (Opalinidae) – monotypowa gromada, rząd i rodzina stramenopilów. Z powodu licznych wici pokrywających ciało, uprzednio zaliczane do orzęsków; w 1975 należały do wiciowców, a obecny przydział nadano w 1999 roku.
Opaliny są cudzożywnymi, jednokomórkowymi eukariontami, których długość ciała może dochodzić nawet do 3 mm. Najlepiej poznanym gatunkiem Opalinata jest Opalina, która osiąga długość 90–500 μm długości. Opaliny posiadają od dwóch do wielu jąder.

## Bioróżnorodność
Aktualnie rozpoznano i sklasyfikowano cztery rodzaje Opalinata: Cepedea, Opalina, Protoopalina, Zelleriella. Rozróżnienie następuje na podstawie kształtu komórki w przecięciu poprzecznym, oraz na podstawie ilości jąder w organizmie. Gatunki znajdujące się w grupach Cepedea oraz Opalina odznaczają się obecnością wielu jąder, natomiast Protoopalina i Zelleriella są dwujądrowe.

## Charakterystyka
Protisty należące do gromady Opalinata wyróżniają charakterystyczne cechy morfologiczne, dzięki czemu ich rozpoznanie nie należy do trudnych. Transparentna komórka jest specyficznie spłaszczona, eliptycznie wydłużona i elastyczna, a jej powierzchnia pokryta jest rynnami ułożonymi równolegle do siebie i spiralnie względem całej komórki. Rynny w ciele Protista wypełnione są wieloma wiciami, które biją w metachronicznym rytmie. Momentem wyjściowym dla falowania wici jest przednia część organizmu. Z racji braku cytostomu, Opalinea odżywiają się dzięki pinocytozie.
Pomiędzy sąsiednimi rynnami pokrywającymi ciało Opalinea pellikula jest mocno wygięta i tworzy cienkie, wysokie grzbiety na komórce organizmu, które wspierane są przez wstęgi połączonych ze sobą mikrotubul. Dodatkowe zewnętrzne połączenie ze sobą grzbietów zapewnia stabilizację korze i jest przyczyną tak regularnego rozstawienia krawędzi korowych.
Swoją nazwę Opalinata zawdzięczają opalizującemu efektowi, jaki wytwarzany jest podczas nakierowania na nie źródła światła.

## Występowanie
Przedstawiciele Opalinata występują w jelitach różnorodnych zwierząt. Niektórzy przedstawiciele są obecni w organizmach zmiennocieplnych kręgowców, jednak najpowszechniej Opalinata spotykane są we wnętrznościach żab niezależnie od ich gatunku, czy zamieszkiwanego kontynentu.
Protisty te zamieszkują końcowy odcinek przewodu pokarmowego żab. Pomimo tak licznego występowania opalin w kloace tych płazów, zdaje się, że nie wywołują one żadnej szkody swojemu gospodarzowi. Nie zbadano też żadnych korzyści, które mogłyby płynąć z zamieszkania organizmów w jelitach płazów czy gadów.

## Cykl życia
Cykl życia Opalinata jest ściśle zsynchronizowana z życiem żywiciela, wewnątrz którego zamieszkują. Najlepiej zbadany jest cykl życia Opalina: przez większość roku następuje rozmnażanie bezpłciowe poprzez podział komórki, z kolei gdy nadchodzi sezon godowy u gospodarza protista, cysty w których wytwarzają się gamety opuszczają ciało gospodarza wraz z kałem. Opalinata dostaje się do układu pokarmowego żab dzięki wodzie, następnie dojrzewają w jej wnętrznościach, a cykl zamyka ponowny podział bezpłciowy.